# Eastbourne
Eastbourne er en by i East Sussex i det sydøstlige England med ca. 99.400 indbyggere.

## Kendte bysbørn
- John Bodkin Adams
- Aleister Crowley